# Пальмов, Николай Николаевич (историк)
Николай Николаевич Пальмов  (21 декабря 1872 год, Астрахань, Россия — 11 февраля 1934 год, Астрахань, СССР) — русский, советский учёный, историк, профессор, основоположник калмыковедения, основатель первого калмыцкого музея. Именем Николая Пальмова назван Национальный музей Калмыкии.

## Биография
Николай Николаевич Пальмов родился 21 декабря 1872 года в городе Астрахани в семье православного священника. После окончания Астраханской духовной семинарии Николай Пальмов поступил в Киевскую Духовную академию, которую закончил в 1897 году, защитив диссертацию на тему «Пострижение в монашество». С 1912 по 1918 гг. Николай Пальмов преподавал в Киевской Духовной академии. В эти же годы он становится членом Киевского и Московского археологических обществ. В 1917 году Николай Пальмов принимал участие в работе Общества Нестора-летописца при Киевском университете и в организации Киевского археологического института.
В 1918 году Николай Пальмов вернулся на родину в Астрахань, где стал преподавать в Астраханском университете и с 1920 года — в Институте народного образования. После закрытия Астраханского университета Николай Пальмов в 1921 году поступил на работу в архивно-музейную секцию при Отделе народного образования Калмыцкой автономной области, где ему было поручено организовать архив и национальный калмыцкий музей. 23 марта 1921 года при непосредственном участии Николая Пальмова в Элисте был основан краеведческий музей, ставший впоследствии Национальным музеем Калмыкии. В 1922 году он стал руководителем основанного им музея. В конце 1923 года разделения архивно-музейного отдела при Оделе народного образования Николай Пальмов стал руководить архивным отделом.
В 1922 году Николай Пальмов написал научную работу «Очерк истории калмыцкого народа за время его пребывания в пределах России». В 1927 году эта работа была переведёна на калмыцкий язык калмыками-эмигрантами в Праге и издана на калмыцком письме Тодо-бичиг.
В 1931 году дореволюционная деятельность Николая Пальмова была воспринята негативно советскими властями и его хотели освободить от занимаемой должности заведующего Калмыцким архивным бюро. В защиту Николая Пальмова высказались руководители Калмыкии и он остался на своей должности.
11 февраля 1934 года Николай Пальмов в Астрахани умер утром по пути на работу.

## Память
- Согласно постановлению Совета министров Калмыцкой АССР № 282 от 29 мая 1968 года Национальному музею Калмыкии присвоено имя профессора Н. Н. Пальмова.

## Сочинения
- Высокопреосвященный Феогност, митрополит Киевский и Галицкий, как учитель христианской жизни. — Киев, 1903.
- Духовные нужды русского народа и православное пастырство. По воззрениям С.А. Рачинского. — Киев, 1903.
- Воскресенско-мироносицкий женский общежительный монастырь в Астраханской губернии вблизи г. Черного Яра. — Киев, 1910.
- Пострижение в монашество. Чины пострижения в монашество в греческой церкви Архивная копия от 23 сентября 2017 на Wayback Machine — Киев, 1914.
- Очерк истории калмыцкого народа за время его пребывания в пределах России. — Астрахань: Калмгосиздат, 1922.
- Этюды по истории приволжских калмыков. Ч. I—V. — Астрахань: Изд. Калмоблисполкома, 1926—1932.

## Награды
- Орден святого Владимира III степени;

Орден Святого Александра Невского.

## Источник
- Л. С. Бурчинова, Слово об авторе/Н. Н. Пальмов, Очерк истории калмыцкого народа за время его пребывания в пределах России, Элиста, Калмыцкое книжное издательство, 1992, стр. 5 — 25, ISBN 5-7539-0195-6
- Л. С. Бурчинова, Учёный, педагог, человек, Элиста, Калмыцкое книжное издательство, 1978